# 鮫島相政

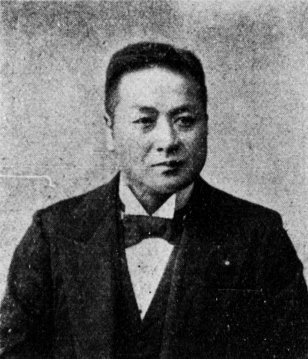
鮫島相政

鮫島 相政（さめしま すけまさ、安政4年1月18日（1857年2月12日） - 明治44年（1911年）12月12日）は、日本の衆議院議員（同志倶楽部→立憲政友会）、弁護士、検事。

## 経歴
薩摩国揖宿郡頴娃村（現在の鹿児島県南九州市）出身。1877年（明治10年）、警視局（のち警視庁）警部補として出仕し、山梨県と石川県で警部を務めた。1884年（明治17年）、代言人免許を取得し、弁護士として活動した。
1892年（明治25年）、鹿児島県会議員に当選し、4期務めた。その間、2回議長に選出された。1898年（明治31年）、第5回衆議院議員総選挙に出馬し、当選。以後、第6回・第7回と当選を重ねた。議員引退後は検事として活動した。
また慈善活動にも熱心で、1896年（明治29年）には日本赤十字社正社員となっている。